# 伊達けん
伊達 けん （だて けん、1950年9月25日 - ）は、ナレーター・フリーアナウンサー ワイエムオフィス所属。本名は河野憲了（こうの けんりょう）。

## 来歴・人物
広島県出身。元静岡放送アナウンサー（本名で活動）。

## 出演番組

### 静岡放送時代
SBSラジオ
- 「1400デンリクアワー」
- 「ぶっちゃけスタジオCut in!」
- 「ミュージック・アルバム」
- 「こんにちは！県庁です」

### フリー転身後
NHK
- 「モーニングワイド」
- 「金曜フォーラム」

日テレ
- 「知ってるつもり?!」
- 「長嶋茂雄世界を駆ける！」他

TBS
- 「貴方も社長ハイ&ロー」

CX
- 「スポーツアベニュー」

EX
- 「親の目子の目」（民教協）

TX
- 「快進撃カンパニー」

地方AM局
- 「ドライビング・クルーズ」

### その他
- PRビデオ・CM・市販ビデオのナレーション